# VALENTI
「VALENTI」（ヴァレンチ）は、BoAの7枚目のシングル。2002年8月28日にavex traxより発売された。

## 解説
- タイトル「VALENTI」は、イタリア語の形容詞「valente（能力がある）」の複数変化形であるが、「勇敢な」「潔い」という意味も含んでいる（en:wikt:valente#Italian参照）。ポルトガル語であるとの言及されることがあるが、ポルトガル語形は「valente」で、[vaˈlẽʧi]（ブラジル音）と発音する。
- オリコン週間シングルランキングにて初登場2位を記録し、BoAのシングルの中では、最高の売り上げを記録している。翌年発売された同タイトルの2ndアルバム『VALENTI』もミリオンヒットを記録。同年の『NHK紅白歌合戦』にも出場し、本楽曲を歌唱した。
- リリースから約1ヵ月後、本楽曲の韓国語バージョンとミュージックビデオ（同じく韓国語バージョン）が、韓国でリリースされたスペシャルアルバム『MIRACLE』の中に収録された。

## 収録曲
1. VALENTI
作詞：康珍化、作曲：原一博
2. Realize (stay with me)
作詞：BoA・渡辺なつみ、作曲：BoA
3. VALENTI (English Version)
4. VALENTI (Instrumental)

## タイアップ
VALENTI
- ディースリー・パブリッシャー社ゲーム「PROJECT MINERVA」CMソング
- テレビ東京系『JAPAN COUNTDOWN』オープニングテーマ
- 日本テレビ系『AX MUSIC-TV』AX POWER PLAY #009

VALENTI (English Version)
- アキレス「SKECHERS」CMソング